# Johannes Greber
Johannes Greber 1874. május 2-án a Bernkastel körzetébe tartozó Wenigeratban született. 1900-ban, miután tanulmányait Trierben befejezte, pappá szentelték. Felkenetése után nem sokkal a Hunsrücki gyülekezethez került. Az itt élő lakosság nagy szegénységbe élt. Szinte mindannyian kisparasztok voltak. Maga a föld is elég használhatatlan volt.

## Életrajza
A helyi lakosság közül igen sokan szenvedtek tuberkulózisban és nyomorúságukat még az is növelte, hogy szinte teljesen gondozás nélkül maradtak. A legközelebbi orvos 40 kilométerre lakott. Greber tisztelendő felismerte ezen emberek szenvedéseit és együtt érzett velük. Rövid idő alatt egy önsegélyző rendszert sikerült felépítenie. Fölvéve a kapcsolatot a környező városok kórházaival, egyházközsége számára ápolónők képzését szorgalmazta (gyorsított tanfolyamon). A kiképzés után lehetőség nyílott arra, hogy a község betegei gondozást és ápolást kapjanak. Viszont az orvosi segítség szinte teljesen lehetetlen volt.
Greber tisztelendő igen jól kiismerte magát a természetes gyógymódokban és alkalmazásukban. Az újonnan kiképzett nővérek készségesen segítettek embertársaikon.
Ő maga is állandóan látogatta a betegeket, kezet fogott velük s annak megállapítására, hogy van-e lázuk, rátette kezét a homlokukra. Gyógyító erőről ekkor még nem volt tudomása. Mégis egy csendes imával kérte az Urat: „Gyógyítsd meg a betegeket.”
A legnagyobb csodálkozására azt észlelte, hogy az emberek jobb állapotnak örvendtek látogatása végén, mint az elején. Nem volt a napnak olyan órája, amely ne lett volna alkalmas számára a betegek látogatására. A neki adatott nagy feladatok egyikének tekintette a szükséget szenvedő betegekről való gondoskodást és bátorításukat. Pár év múlva az egykor úgy elterjedt tuberkulózis egyházközségéből teljesen eltűnt.
Greber Johannes tisztelendő ily módon nagy segítséget jelentett községének és a környező falvaknak. Szinte minden problémás helyzetben, még jogi kérdésben is hozzá fordultak, s ő mindig készségesen segített embertársai gondjainak megoldásában.
Még az állatok: tehén vagy borjú betegségénél is őt hívták s a gyógyulás az ő esetükben sem maradt el. Mindez egyértelműen arra utal, hogy felülről kapta az inspirációt.
1914-ben, amikor a harangok mozgósításra szólítottak, igen gondterhelt és nyugtalan volt. Azokban a pillanatokban látott egy víziót. Mint egy film pergett le előtte: éhező gyermekek ezrei. Egy kéz, melynek ujja a sok gyermekre mutatott és egy hang, amely azt mondta: „Ez a te munkád.“
E látomást csak évekkel később értette meg, amikor Németországban dühöngött az éhezés. Egyre kevesebb lett az élelmiszer még a mezőgazdasági településeken is. És hamarosan meglátta a valóságban is az éhező gyermekeket. Napról napra rosszabbodott a helyzet. Kereste a segítség módját és arra az elhatározásra jutott, hogy az éhező gyermekeket Hollandiában kell küldeni. Ott nem volt éhínség.
Következő lépésként tájékoztatta tervéről egyháza püspökét. A püspök a tervet kivihetetlennek tartotta és elutasította. Greber azonnal kilincselt tovább és a legközelebb eső város hivatalaiban próbált segítségre találni, eredmény nélkül. Utoljára az országos hatóságoknál kopogtatott, mindhiába. Azt mondták, tervei utópiák.
Nagyon csalódottnak érezte magát az elutasítások miatt, de a harcot nem adta fel.
Azonnal Hollandiába utazott, hogy erről a dologról az ott lévő különböző keresztény egyházakkal és egy rabbival beszéljen. E rabbi azonnal biztosította segítségéről, felekezeti hovatartozástól függetlenül. Megígérte, hogy 25 gyermeknek egyházközségében gondját viseli. Ezzel az első sikerrel tért vissza a két először meglátogatott evangélikus és katolikus papokhoz. Ahogy a katolikus pap meghallotta, hogy a rabbi 25 gyermeket felvesz, rögtön készségesnek mutatkozott 50 gyermek gondozására. Ezzel a második beleegyezéssel fordult aztán az evangélikus lelkészhez, ahol szintén 50 gyermekre kapott ígéretet. Megvolt a kezdeti siker. Greber boldogan tért vissza hazájába. A környező helységekből kikereste a legjobban rászoruló 125 gyermeket és Hollandiába szállította őket. Egyházi hovatartozás nem játszott szerepet a kiválasztásnál. Az érkező gyermekeket papok, lelkészek, rabbik valamint jövendőbeli gondozó szüleik várták Hollandia különböző pályaudvarain.
Az első gyermekszállítmány megérkezése után sok másik család is készségesnek mutatkozott újabb rászorulók fogadására. És ez így zajlott a továbbiakban megszakítás nélkül. Valamivel több mint két év alatt az emberiség e segítője több, mint 14.700 éhező gyermeket segített Hollandiába.
A háború után, 1918-ban, ő még mindig embertársai megsegítésén fáradozott. Már a háború befejezése előtt, példamutató módom, „Segítő Szövetséget" alapított. Minden szabadidejét ennek szentelte.
1923 késő nyarán egy idegen ember kereste fel őt a Szövetség irodájában. Egy magán istentiszteletre szerette volna meghívni őt. A kezdeti habozás után hagyta magát rábeszélni és elment azért, hogy az egész dolgot, mint valami visszásságot, leleplezze.
Azonban az ott hallottak nem egyeztek semmiféle világi nézettel. Isten egy küldötte szólt hozzá, megmagyarázva Jézus valódi tanításait és azoknak az idők folyamán az emberek által elkövetett hamisításait. Mindannak alátámasztására, hogy az ott elhangzottak a legnagyobb fontossággal bírnak, számtalan bizonyítékot kapott. Az Isten küldötte által elmondott minden szót azonnal gyorsírással rögzített a későbbi vizsgálat céljából. E kinyilatkoztatások hatására Greber kivált az egyházból és idejét a Szövetségnek szentelte.
Négy év múlva kivándorolt Amerikába. Több imacsoportot alapított és ott is további bizonyítékokat kapott a korábbi kinyilatkoztatás helyességéről. Éveken keresztül tartott New Yorkban és szűkebb környezetében Teaneck, N. J.-ban gyógyító istentiszteleteket. Isten által megszámlálhatatlan csodálatos gyógyításnak lehetett eszköze. Vakok gyógyultak meg kézrátétel és imádság által.
Ha mindezen gyógyulásokat lejegyeznénk, egy könyvet lehetne belőlük összeállítani. Szabad idejében fogalmazta meg a: „Kapcsolat a szellemvilággal”  című könyvét, ami azokat a kijelentéseket tartalmazza, amelyeket Isten küldötte tett.
Később lefordította az Újszövetséget azon régi görög szövegek alapján, amelyeket múzeumoktól kivételesen kölcsönöztek ki számára. Minden helytelen részre Isten küldöttei hívták a figyelmét, hogy azokat korrigálhassa.
1944. március 31-én, félórával a New Yorkban megtartott leghosszabb prédikációja után, teljesen váratlanul távozott ebből a világból. Az ő földi missziójának célja az volt, hogy a tévelygő emberiségnek az igazság útját megmutassa, és ezzel Istenhez közelebb vigye őket.